# Arturo David Ramírez
Arturo David Ramírez (Ramallo, Provincia de Buenos Aires, Argentina, 18 de febrero de 1981) es un exfutbolista argentino. Jugaba como mediocampista ofensivo o enganche y su primer equipo fue Sportivo Italiano. Se retiró en Defensores de Belgrano de Villa Ramallo, club que lo formó como futbolista.

## Carrera
El "Mago" Ramírez, lleva ese apodo por la calidad, habilidad y destreza que posee con el balón de juego en su poder. Su inteligencia y buen manejo de pelota lo han llevado al primer plano nacional siendo ídolo del Club Deportivo Godoy Cruz Antonio Tomba
Ramírez inició su carrera en Defensores de Belgrano de Villa Ramallo. 
Su apodo proviene del talento y la claridad que tenía para manejar los hilos de su equipo y en los pases para generar situaciones de riesgo
Posteriormente fue adquirido por una cifra de 500 mil pesos el Sportivo Italiano, club donde permaneció por 3 años.
En enero de 2007 fue cedido en préstamo por 6 meses a la Ponferradina, donde cuajó un buen final de temporada. El bajo estado de forma le privó de rendir en un mayor número de partidos, algo que sintió profundamente la escuadra berciana, ya que David mostró ser un volante con mucha calidad.
En el segundo semestre del año es contratado por Club Deportivo Godoy Cruz Antonio Tomba, club que tenía como objetivo volver a Primera división rápidamente después de haber descendido en la promoción contra Huracán. Demostró un alto nivel convirtiéndose en uno de los pilares que lograría el ascenso.
Tras pasar a Gimnasia y Esgrima de Jujuy y Unión Española con un rendimiento regular y sin sobresaltos vuelve al "Tomba"
siendo fundamental en el equipo de Omar Asad logrando la mejor campaña en torneos cortos para un equipo no afiliado a la A.F.A (Dejando de lado a Newell's Old Boys que tenía ese logro), y  consiguiendo en el torneo Clausura la clasificación para la Copa Libertadores.
En esta etapa el "Mago" fue visto como uno de los mejores jugadores del fútbol Argentino en el puesto de enganche, debajo de Juan Román Riquelme que lleno de elogios al jugador por su habilidad y técnica
Tras un gran rendimiento en el equipo mendocino, Club Atlético Vélez Sarsfield fijó sus ojos en el jugador y lo contrató. Con el club de Liniers se consagró campeón en el primer torneo que disputó, el Clausura 2011, y fue el máximo goleador del equipo. 
En junio de 2012, por distintas lesiones y pocas oportunidades de ser incluido en el equipo titular acuerda un préstamo nuevamente con Godoy Cruz siendo dirigido por Martín Palermo teniendo una participación regular pero quedando grabado en los corazones del hincha tombino por su importancia en los clásicos contra San Martín de San Juan para lograr la victoria en varios encuentros. 
Por decisiones de gusto futbolístico según explicado por el técnico, inentendibles por la dirigencia y la hinchada, David Ramírez ficha para  Millonarios de Colombia, club en el cual jugó poco debido a que sufrió una lesión en los ligamentos cruzados de la rodilla izquierda que lo llevó a rescindir de su contrato en el equipo de Bogotá.
En 2014 fichó por Colón donde consiguió el ascenso a Primera División, por problemas con la dirigencia del club santafesino rescindió su contrato.
El 19 de enero de 2016 se confirmó su llegada a Godoy Cruz por 18 meses, esta es su cuarta etapa en el club mendocino

## Clubes
| Club                        | País      | Año       |
| --------------------------- | --------- | --------- |
| *San Martin De Carhue*      | Argentina | 2001−2003 |
| Ferro Carril Oeste          | Argentina | 2003−2005 |
| Olimpo de Bahía Blanca      | Argentina | 2005−2006 |
| Ponferradina                | España    | 2007      |
| Godoy Cruz de Mendoza       | Argentina | 2007−2008 |
| Gimnasia y Esgrima de Jujuy | Argentina | 2008      |
| Unión Española              | Chile     | 2009      |
| Godoy Cruz de Mendoza       | Argentina | 2010-2011 |
| Vélez Sarsfield             | Argentina | 2011-2012 |
| Godoy Cruz de Mendoza       | Argentina | 2012-2013 |
| Millonarios                 | Colombia  | 2013-2014 |
| Colón de Santa Fe           | Argentina | 2014-2015 |
| Godoy Cruz de Mendoza       | Argentina | 2016      |
| Defensores de Belgrano (VR) | Argentina | 2016-2017 |

### Estadísticas
| Equipo                       | Div.                | Temporada           | Liga     | Liga  | Copa Nacional | Copa Nacional | Copa Internacional | Copa Internacional | Total    | Total |
| Equipo                       | Div.                | Temporada           | Partidos | Goles | Partidos      | Goles         | Partidos           | Goles              | Partidos | Goles |
| Sportivo Italiano Argentina  | 3ª                  | 2000/01             | ?        | ?     | -             | -             | -                  | -                  | ?        | ?     |
| Sportivo Italiano Argentina  | 3ª                  | 2001/02             | ?        | ?     | -             | -             | -                  | -                  | ?        | ?     |
| Sportivo Italiano Argentina  | 3ª                  | 2002/03             | ?        | ?     | -             | -             | -                  | -                  | ?        | ?     |
| Sportivo Italiano Argentina  | Total               | Total               | 60       | 24    | -             | -             | -                  | -                  | 60       | 27    |
| Ferro Carril Oeste Argentina | 2ª                  | 2003/04             | ?        | ?     | -             | -             | -                  | -                  | ?        | ?     |
| Ferro Carril Oeste Argentina | 2ª                  | 2004/05             | ?        | ?     | -             | -             | -                  | -                  | ?        | ?     |
| Ferro Carril Oeste Argentina | Total               | Total               | 53       | 10    | -             | -             | -                  | -                  | 53       | 10    |
| Olimpo Argentina             | 1ª                  | 2005/06             | 25       | 4     | -             | -             | -                  | -                  | 25       | 4     |
| Olimpo Argentina             | 1ª                  | 2006/07             | 7        | 0     | -             | -             | -                  | -                  | 7        | 0     |
| Olimpo Argentina             | Total               | Total               | 32       | 4     | -             | -             | -                  | -                  | 32       | 4     |
| Ponferradina · España        | 2.ª                 | 2006/07             | 9        | 2     | -             | -             | -                  | -                  | 9        | 2     |
| Ponferradina · España        | Total               | Total               | 9        | 2     | -             | -             | -                  | -                  | 9        | 2     |
| Godoy Cruz Argentina         | 1ª                  | 2007/08             | 29       | 8     | -             | -             | -                  | -                  | 29       | 8     |
| Godoy Cruz Argentina         | 1ª                  | 2009/10             | 16       | 2     | -             | -             | -                  | -                  | 16       | 2     |
| Godoy Cruz Argentina         | 1ª                  | 2010/11             | 16       | 8     | -             | -             | -                  | -                  | 16       | 8     |
| Godoy Cruz Argentina         | 1ª                  | 2012/13             | 24       | 5     | -             | -             | -                  | -                  | 24       | 5     |
| Godoy Cruz Argentina         | Total               | Total               | 85       | 23    | -             | -             | -                  | -                  | 85       | 22    |
| Gimnasia (J) Argentina       | 1ª                  | 2008/09             | 9        | 0     | -             | -             | -                  | -                  | 9        | 0     |
| Gimnasia (J) Argentina       | Total               | Total               | 9        | 0     | -             | -             | -                  | -                  | 9        | 0     |
| Unión Española · Chile       | 1ª                  | 2009                | 30       | 4     | -             | -             | 4                  | 1                  | 34       | 5     |
| Unión Española · Chile       | Total               | Total               | 30       | 4     | -             | -             | 4                  | 1                  | 34       | 5     |
| Vélez Sarsfield Argentina    | 1ª                  | 2010/11             | 13       | 8     | -             | -             | 9                  | 2                  | 22       | 10    |
| Vélez Sarsfield Argentina    | 1ª                  | 2011/12             | 23       | 3     | -             | -             | 11                 | 2                  | 34       | 5     |
| Vélez Sarsfield Argentina    | Total               | Total               | 38       | 11    | -             | -             | 20                 | 4                  | 58       | 16    |
| Millonarios · Colombia       | 1ª                  | 2013                | 6        | 0     | 1             | 0             | -                  | -                  | 7        | 0     |
| Millonarios · Colombia       | Total               | Total               | 6        | 0     | 1             | 0             | -                  | -                  | 7        | 0     |
| Colón Argentina              | 2ª                  | 2014                | 8        | 3     | -             | -             | -                  | -                  | 8        | 3     |
| Colón Argentina              | 1ª                  | 2015                | 11       | 1     | -             | -             | -                  | -                  | 11       | 1     |
| Colón Argentina              | Total               | Total               | 19       | 4     | -             | -             | -                  | -                  | 19       | 4     |
| Total en su carrera          | Total en su carrera | Total en su carrera | 341      | 82    | 1             | 0             | 24                 | 5                  | 367      | 90    |

## Palmarés

### Torneos locales
| Logro              | Club                   | País      | Año  |
| ------------------ | ---------------------- | --------- | ---- |
| Primera B Nacional | Olimpo de Bahía Blanca | Argentina | 2006 |
| Primera División   | Vélez Sarsfield        | Argentina | 2011 |

### Otros logros deportivos
| Logro                      | Club                  | País      | Año  |
| -------------------------- | --------------------- | --------- | ---- |
| Ascenso a Primera División | Godoy Cruz de Mendoza | Argentina | 2008 |
| Ascenso a Primera División | Colón de Santa Fe     | Argentina | 2014 |